# Phiala dasypoda
Phiala dasypoda är en fjärilsart som beskrevs av Hans Daniel Johan Wallengren. Phiala dasypoda ingår i släktet Phiala och familjen Eupterotidae. Inga underarter finns listade i Catalogue of Life.